# Nationale Vakbond voor Arbeiders in het Onderwijs

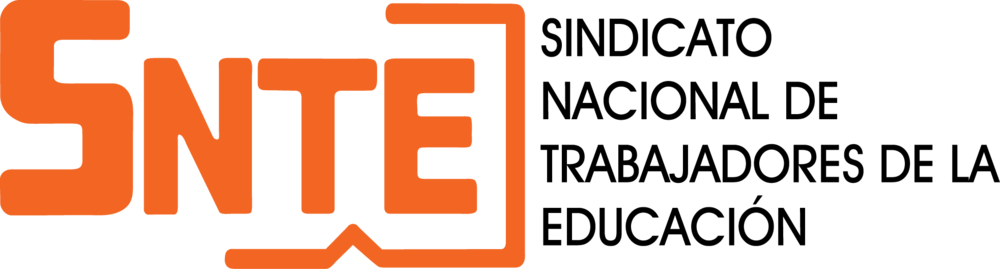
Logo

De Nationale Vakbond voor Arbeiders in het Onderwijs (Spaans: Sindicato Nacional de Trabajadores de la Educación, SNTE) is een Mexicaanse onderwijsvakbond.
De SNTE is opgericht in 1949 als samenvoeging van verschillende kleinere vakbonden. Lange tijd maakte de SNTE onderdeel uit van de Confederatie van Mexicaanse Arbeiders (CTM), gelieerd aan de oppermachtige Institutioneel Revolutionaire Partij (PRI) en was charrismo een veelvoorkomend verschijnsel. Nadat in 1974 Carlos Jonguitud Barrios aantrad als voorzitter splitste een groep zich van de SNTE af, doch deze werd snel machteloos gemaakt door de Mexicaanse regering. In de jaren 70 en 80 begonnen de leden van de SNTE meer inspraak te eisen, waarna president Carlos Salinas in 1989 Jonguitud Barrios liet afzetten en verving door de niet minder controversiële Elba Esther Gordillo. Na diens arrestatie in 2013 werd Juan Díaz de la Torre voorzitter tot 2018. Daarna nam Alfonso Cepedo Salas het roer over.
In 2005 werd de partij Nieuwe Alliantie (PANAL) opgericht door de SNTE. Sectie 22 van de SNTE stond in 2006 aan de basis van de Volksassemblee van de Volkeren van Oaxaca (APPO). Met meer dan 650.000 leden is de SNTE een van de grootste vakbonden van Latijns-Amerika.